# Pierrevert
Pierrevert település Franciaországban, Alpes-de-Haute-Provence megyében. Lakosainak száma 3943 fő (2022. január 1.). Pierrevert Corbières, Manosque, Montfuron, Sainte-Tulle, La Bastide-des-Jourdans és Beaumont-de-Pertuis községekkel határos.

## Népesség
A település népességének változása:
| Lakosok száma | 1028 | 2560 | 2914 | 3540 | 3706 | 3672 | 3816 | 3905 | 3936 | 3943 |
|               | 1968 | 1982 | 1990 | 2006 | 2013 | 2015 | 2017 | 2019 | 2020 | 2022 |